# Кюири-Ус
Кюири́-Ус (фр. Cuiry-Housse) — коммуна во Франции, находится в регионе Пикардия. Департамент коммуны — Эна. Входит в состав кантона Виллер-Котре. Округ коммуны — Суасон.
Код INSEE коммуны — 02249.

## Население
Население коммуны на 2010 год составляло 107 человек.
| 1962 | 1968 | 1975 | 1982 | 1990 | 1999 | 2010 |
| ---- | ---- | ---- | ---- | ---- | ---- | ---- |
| 176  | 155  | 143  | 117  | 99   | 110  | 107  |

## Экономика
В 2010 году среди 68 человек трудоспособного возраста (15—64 лет) 51 были экономически активными, 17 — неактивными (показатель активности — 75,0 %, в 1999 году было 70,1 %). Из 51 активных жителей работали 45 человек (25 мужчин и 20 женщин), безработных было 6 (1 мужчина и 5 женщин). Среди 17 неактивных 2 человека были учениками или студентами, 11 — пенсионерами, 4 были неактивными по другим причинам.